# Drepturile persoanelor cu dizabilități
Drepturile persoanelor cu dizabilități sau cu handicap reprezintă seria legislațiilor privitoare la persoanele care se confruntă cu dizabilități. La nivel global se poate vorbi de o mișcare socială ce are ca scop obținerea egalității de șanse și egalității în fața legii pentru persoanele cu dizabilități.

## După țară

### România
În România, drepturile persoanelor cu handicap sunt ocrotite de Constituție. De-a lungul anilor au fost adoptate și alte legi privitoare la acest subiect, dintre care cea mai relevantă este Legea privind protecția și promovarea persoanelor cu handicap (448/2006), care reglementează drepturile și obligațiile persoanelor cu handicap, acordate cu scopul integrării și incluziunii sociale a acestora. Persoanele cu handicap se bucură de acordarea gratuită de medicamente, tratament în unitățile sanitare și în stațiuni, facilităț fiscale și educaționale în unități speciale de învățământ.
De asemenea, ele se bucură și de toate celelalte drepturi inerente ființei umane și de toate drepturile civile și politice, precum dreptul la învățământ și pregătire profesională, dreptul la tratament medical, psihologic, funcțional, etc. De asemenea, au dreptul la primirea de aparate care să-i ajute cu corectarea handicapului de care suferă sau ușurarea vieții, în cazul în care corectarea nu este o opțiune.
În cazul în care persoanele cu handicap aleg să locuiască alături de familia lor, de părinții adoptivi sau de tutore, atunci aceste persoane au obligația de a le acorda încredere și de a le oferi participarea la activități sociale. Au obligația să le apere de orice forme de exploatare, de abuz sau de tratamente degradante.